# Stade olympique de Bakou
 (mars 2025).
Le stade olympique de Bakou (en azéri : Bakı Olimpiya Stadionu), est un stade multi sports de Bakou, construit pour les Jeux européens de 2015 et pour devenir le stade de l'Équipe d'Azerbaïdjan de football à partir de 2015.
Avec sa capacité de 69 870 places, c'est le plus grand stade de l'Azerbaïdjan. Les Jeux européens y sont organisés en 2015 et il accueillera 4 matches (dont 3 du groupe A) lors du Championnat d'Europe de football 2020 en juin et juillet 2021 :

## Événements sportifs
- Jeux européens de 2015
- Finale de la Ligue Europa 2019
- Euro 2020 de football

### Championnat d'Europe de football 2020
Quatre matchs de l'Euro 2020 ont lieu au Stade olympique de Bakou.
| Date           | Heure | Équipe 1       | Résultat | Équipe 2       | Tour               | Affluence |
| -------------- | ----- | -------------- | -------- | -------------- | ------------------ | --------- |
| 12 juin 2021   | 15 h  | Pays de Galles | 1 - 1    | Suisse         | 1er tour, groupe A | 8 782     |
| 16 juin 2021   | 18 h  | Turquie        | 0 - 2    | Pays de Galles | 1er tour, groupe A | 19 762    |
| 20 juin 2021   | 18 h  | Suisse         | 3 - 1    | Turquie        | 1er tour, groupe A | 17 138    |
| 3 juillet 2021 | 18 h  | Tchéquie       | 1 - 2    | Danemark       | Quart de finale    | 16 306    |